# Geliefdenpark
Het Geliefdenpark (Armeens: Սիրահարների Այգի, Siraharneri Aygi) is een stadspark in de Armeense hoofdstad Jerevan.
Het park heeft een oppervlakte van 2,5 hectare is gelegen aan de Baghramyan Avenue in het district Kentron. 

## Geschiedenis
Het park dateert uit de 18e eeuw en was toen gekend als het Kozern Park, genoemd naar het district Kozern, een noordwestelijke voorstad van het oude Jerevan. In het park was een middeleeuwse begraafplaats met kapel.
Na de Tweede Wereldoorlog werd het park in 1949 herbouwd en omgedoopt tot Pushkin Park door het besluit van de Ministerraad van de Armeense Socialistische Sovjetrepubliek, dit als onderdeel van de viering van het 150-jarig jubileum van de geboorte van de bekende Russische dichter Alexandr Poesjkin. In 1970 veranderde de naam het park in Barekamutyun Park (Vriendschapspark) als een symbool voor de vriendschap tussen alle lidstaten van de Sovjet-Unie.
In 1995, na de onafhankelijkheid van de Republiek Armenië, werd het park omgedoopt tot Geliefdenpark van Jerevan, omwille van het feit dat het park in de tweede helft van de 20e eeuw een favoriete ontmoetingsplaats was voor veel verliefde koppeltjes.
Het park werd vele jaren verwaarloosd en niet onderhouden tot het van 2005 tot 2008 volledig gerenoveerd werd dankzij de Boghossian Foundation van oprichter Albert Boghossian. Het nieuwe ontwerp kwam van de Franse architect Pierre Rambach en het project werd in 2006 goedgekeurd door de gemeenteraad van Jerevan. Het park werd in november 2008 heropend.
Het park heeft geen trappen om een gemakkelijke toegang van rolstoelgebruikers tot alle plaatsen mogelijk te maken. In het park is een klein café met een groot buitenterras. In het park bevindt zich ook een klein amfitheater met een capaciteit van 215 zitplaatsen en een podium van 100 m², dat vernoemd werd naar Robert Boghossian.
In 2010 werd het standbeeld van de vooraanstaande Armeense dichter Gevorg Emin, ontworpen door beeldhouwer Ashot Aramyan, in het park geplaatst.

## Evenementen
De volgende evenementen worden gehouden in het park:
- Vieringen van de nationale feestdagen en feesten van Armenië
- Openlucht filmvertoningen van het internationaal filmfestival van Jerevan
- Openluchtfestivals
- Muziekfestivals en live-concerten
- Tentoonstellingen

## Fotogalerij

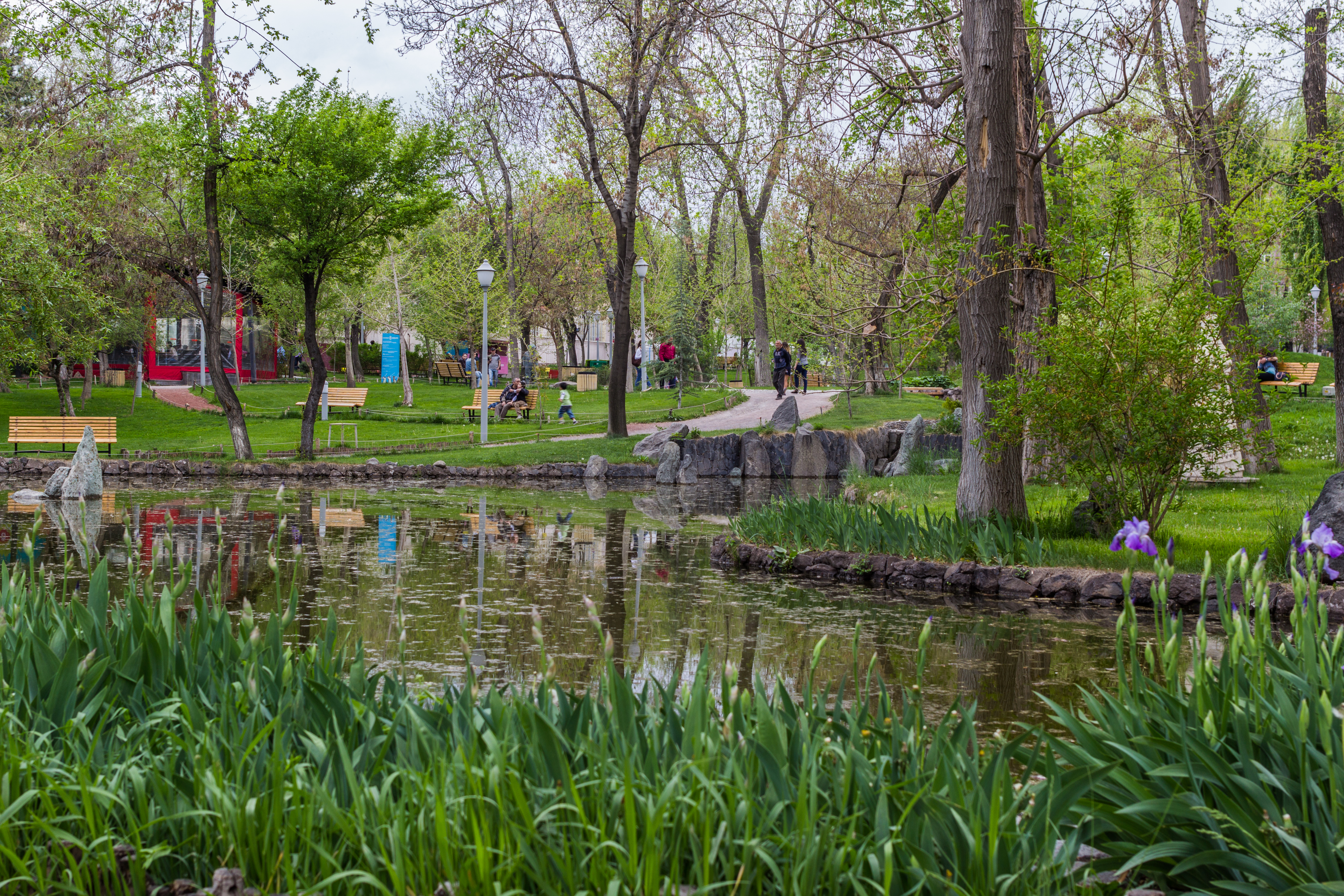
Pont en café
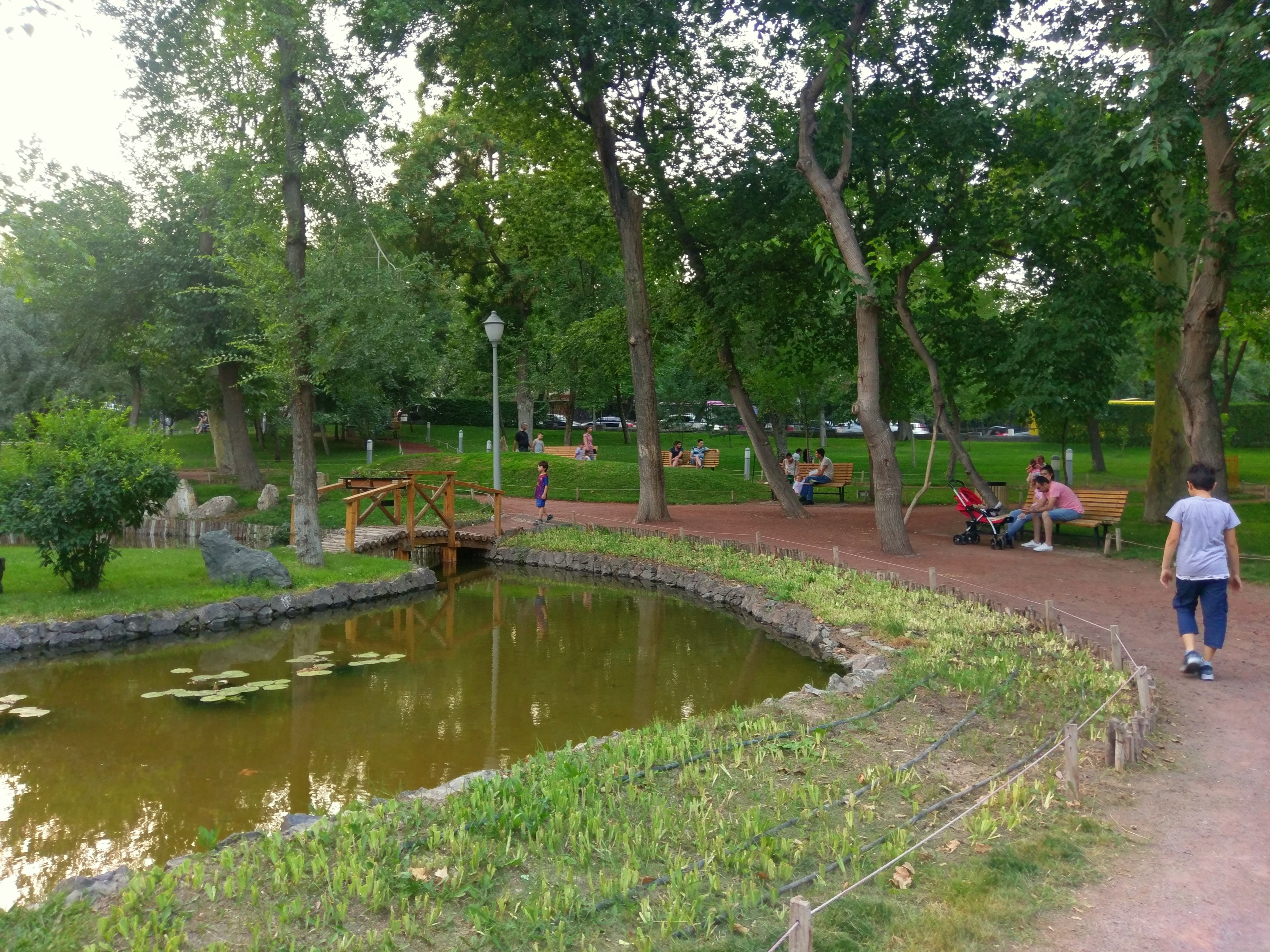
Zicht op het park
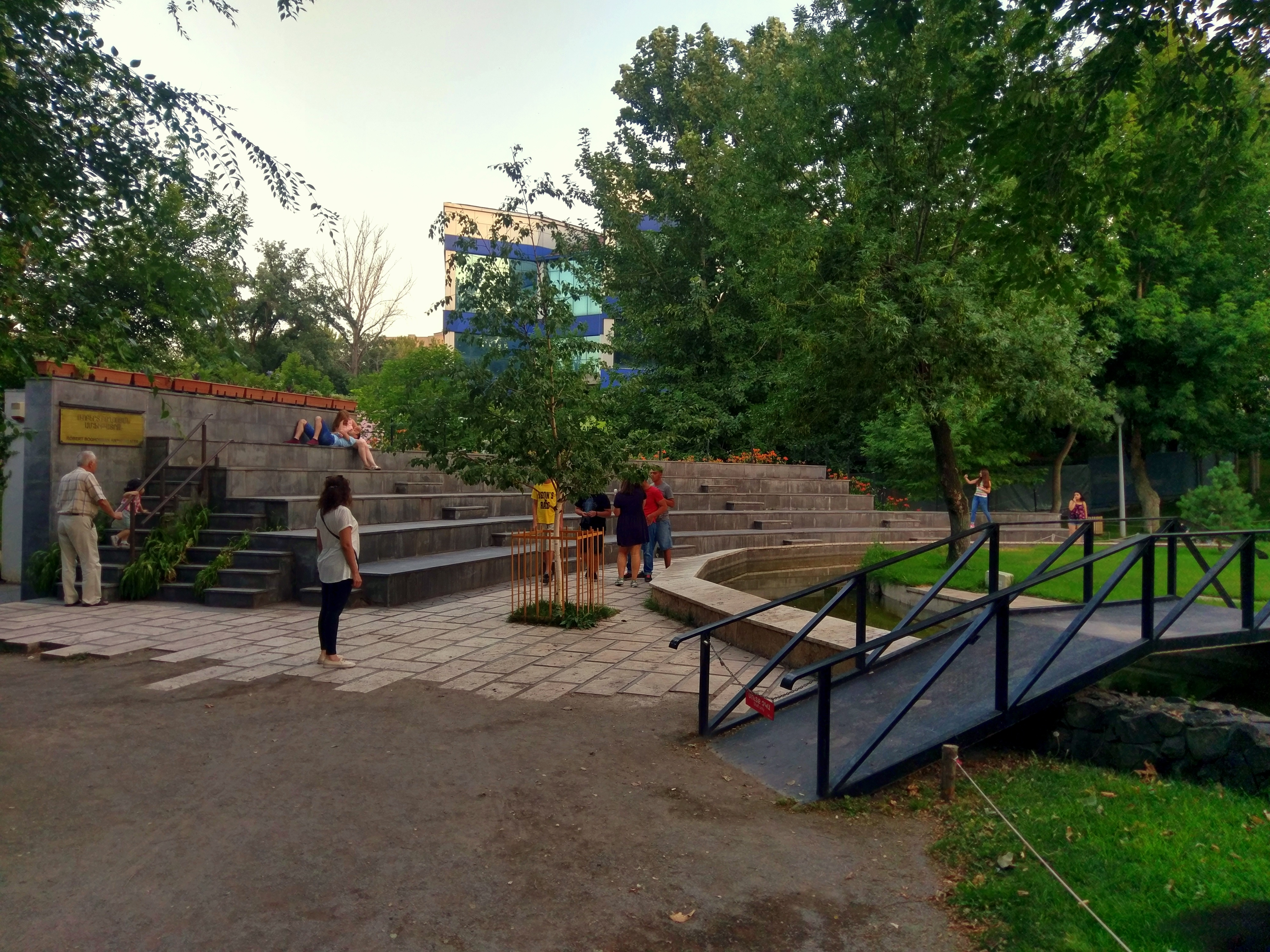
Robert Boghossian amfitheater
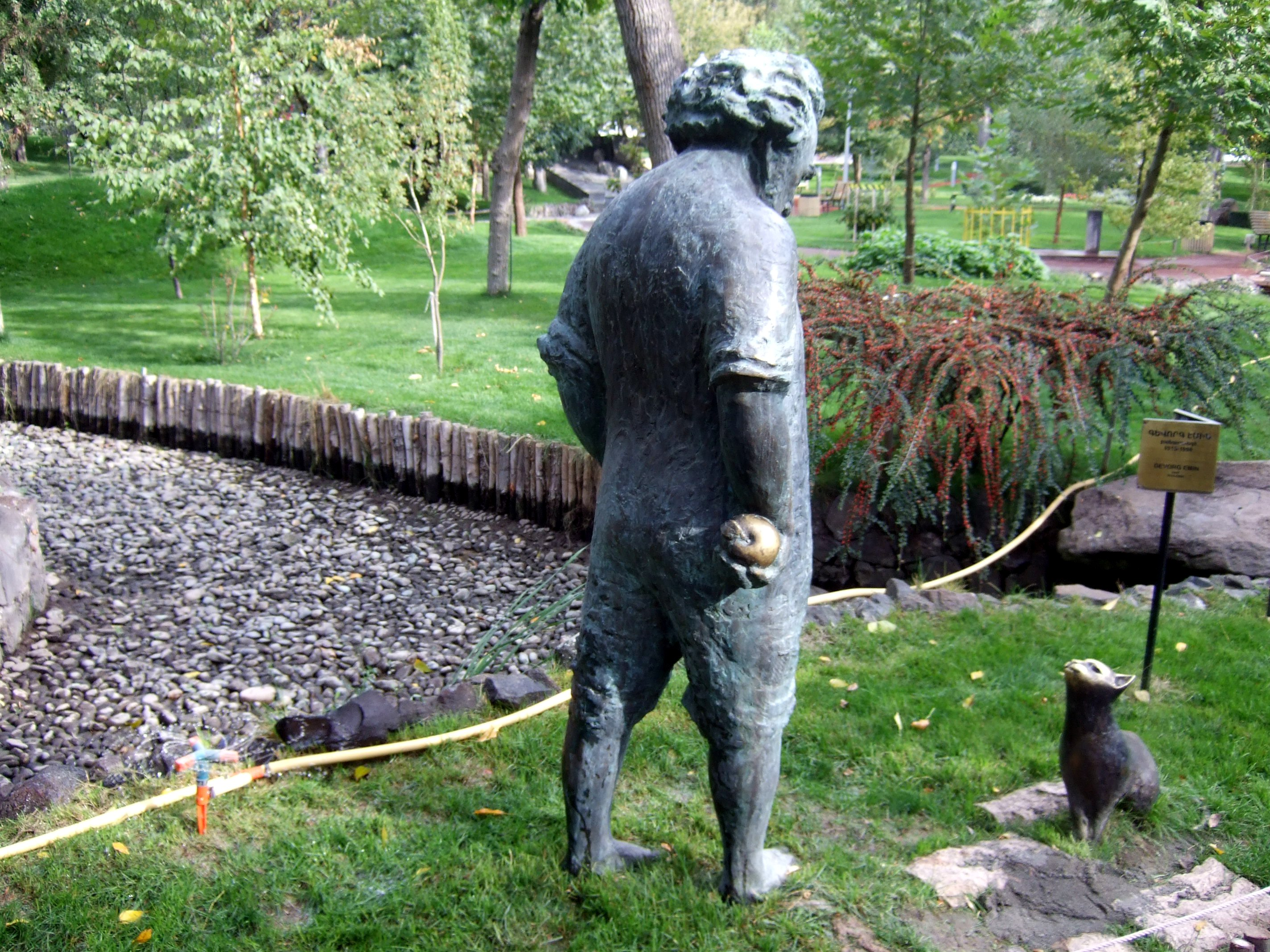
Standbeeld van Gevorg Emin